# Dalton (Georgia)
Dalton – miasto w Stanach Zjednoczonych, w stanie Georgia, siedziba administracyjna hrabstwa Whitfield. Według spisu w 2020 roku liczy 34,4 tys. mieszkańców, oraz 142,8 tys. mieszkańców w obszarze metropolitalnym.
Pierwotnie miasto kolejowe, Dalton stało się znane jako Światowa Stolica Dywanów.
Leży do 140 km na północ od centrum Atlanty i 50 km na południowy wschód od Chattanooga.

## Współpraca
Miejscowość partnerska:
- Dilbeek, Belgia